# Xã Rice, Quận Luzerne, Pennsylvania
Xã Rice (tiếng Anh: Rice Township) là một xã thuộc quận Luzerne, tiểu bang Pennsylvania, Hoa Kỳ. Năm 2010, dân số của xã này là 3.335 người.